# Odescalchi-kastély (Újlak)
Az Odescalchi-kastély egy 18. századi főúri kastély Horvátországban, Újlak várában. 

## Fekvése
A kastély a Duna jobb partja fölött körülbelül ötven méter magas dombon, Újlak várában a vár nyugati részén található.

## Története
Újlak a 17. század végén szabadult fel a törökök uralom alól. A felszabadult terület egy részét a katonai határőrvidékhez csatolták, fennmaradó területei pedig az udvari kamara igazgatása alá kerültek. Ezeket a birtokokat az udvar lojalitásuk és hadi sikereik jutalmazására sorra adományozta az arra érdemes személyeknek. Az újlaki uradalmat 1697-ben adományozták Livio Odescalchinak, egy gazdag és befolyásos olasz család képviselőjének, az egy évtizeddel korábban elhunyt XI. Ince pápa unokaöccsének, hogy a pápának a török elleni hadjáratokban nyújtott pénzügyi támogatását visszafizessék, illetve az 1683-as török ostrom alatt Bécs védelmében való részvételéért jutalmazzák. Livio Odescalchit szerémi hercegi rangra emelték saját pénzverés és nemesi címek odaítélésének jogával. Utódai, az Odescalchi család Újlak kastélyát és uradalmát ezután egészen 1944-ig megtartották, amikor a kastély és a birtok állami tulajdonba került. 
Az Odescalchi hercegek kastélyát a 18. század elején építették a középkori várpalota falainak felhasználásával, amelyet a török már korábban újjáépített. A kastély a hercegek nyári rezidenciájaként szolgált. Valószínű építési ideje 1721, de mindenképpen a 18. század elején épült. A mai külső megjelenése több átépítés és korszerűsítés eredménye. Az első átépítése 1784-ben, a második 1839-ben itáliai reneszánsz, a harmadik 1889-ben historizáló stílusban történt. Az átépítések következtében az eredeti barokk kastély képe teljesen megváltozott. A második világháború alatt a kastélyt főként katonai célokra használták. 1948-ban már üres volt és nagyrészt megsemmisült. A pusztítás a háború után is folytatódott a tetőtérben a városi vízellátó rendszer kiépítésével és a második emeleti falak lebontásával egy edzőterem kialakítása érdekében. Különösen a város víztornyának az elhelyezése tette próbára a falak teherbírását, melyeket meg kellett erősíteni. 1969 óta a kastélyban található az Újlaki Városi Múzeum és egy képgaléria. A 18. században a kastély mellett kert, majd a 19. század végétől park volt kialakítva, ami nem meglepő, mert kertek a török korszak óta hagyományosak voltak itt. A kerteket és gyümölcsösöket az 1864-es kataszteri térképen is ábrázolják. A kert és gyümölcsösök helyén a 19. század végén parkot alakítottak ki. A falak déli oldalán fekvő park egy része legkorábban 1896 körül alakult ki, a keleti részét pedig 1897 után hozták létre.
A park déli részét különféle növényekkel és őshonos fákkal ültették be. A parkot csak a herceg családjának szánták, 1956 óta nyilvános városi közpark. 1973-ban a park építészeti emlékeit védetté nyilvánították.

## Mai állapota
A kastély egy U-alaprajzú kétemeletes épület. Az északi udvari homlokzat a Duna felé néz, három szintje (földszint és két emelet) árkádokkal osztott. A homlokzat árkádjai és a háromszárnyú alaprajz barokk jellegzetességeket mutat. A kastélba az északi, udvari homlokzat felől lehet belépni, melyet a kastély keleti szárnyában lévő kocsiátjárón át érünk el. A kastély fő (déli) szárnyának mindhárom szintje megegyező elrendezésű: északon (udvari homlokzat) keskeny, hosszú folyosó nyitott árkádokkal, nagyjából a közepén lépcsővel, a déli homlokzaton egymás után öt szoba ablakokkal és a hosszú folyosó bejárata. A földszinten és az első emeleten boltozatos szobák, míg a kastély második emeletén síkmennyezet található. Ismerjük a helyiségek funkcionális felépítését is. A földszinten az uradalom okleveleit tárolták, az első emeleten a kastély titkos levéltára található, amely a birtokhoz kapcsolódó alapokmányokkal rendelkezett, valamint itt található a kastély múzeuma az őskorból, a római korból és a török időkből származó anyagok kiállításával. A második emeleten a lakórész található vadásztrófeákkal, műalkotásokkal, fegyverekkel és a könyvtár a hercegek portréival. Közvetlenül a második világháború előtt a hercegek a könyvtárat és a művészeti alkotások egyrészét Rómába vitték át. Ma az Újlaki Városi Múzeum és a képgaléria mellett az Ilokturist d. d. vendéglátóipari és idegenforgalmi vállalkozás irodája található benne. A kastélyban egy 300 fős nagy éttermet is kialakítottak a kastély melletti szálló vendégei számára. 